# 百齿卫矛
百齿卫矛（学名：Euonymus centidens）是卫矛科卫矛属的植物，是中国的特有植物。分布于中国大陆的四川、江西、湖南、广西、广东、云南、安徽等地，生长于海拔100米至1,700米的地区，常生长在山坡及密林中，目前尚未由人工引种栽培。

## 异名
- Euonymus streptopterus Merr. et Chun